# Падох Ярослав Миколайович
Ярослав Миколайович Па́дох (14 грудня 1908, Бучач — 28 серпня 1998, Нью-Йорк) — український учений-правознавець, правник, журналіст, редактор, громадський діяч. Доктор права з 1940 року, дійсний член НТШ з 1949 року. Голова НТШ в Америці (1977—1990 рр.). Президент Світової ради НТШ у 1982—1992 роках.

## Біографія

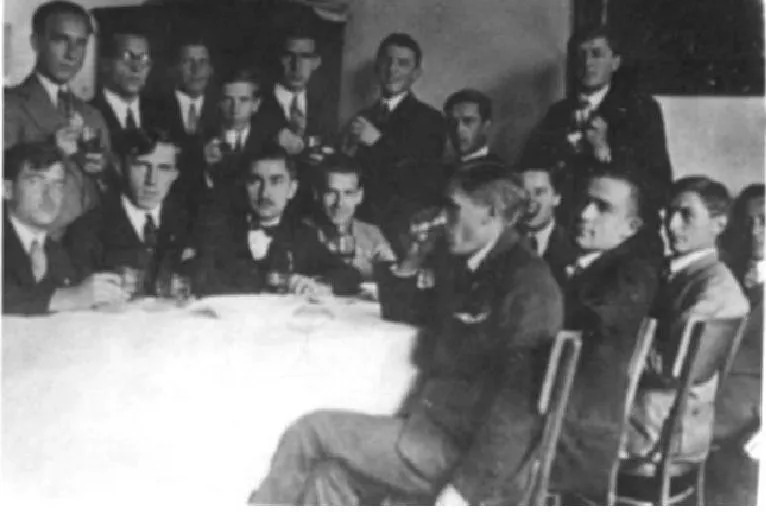
Курінна рада пластового куреня «Червона Калина». Сидять зліва направо: Степан Охримович, Володимир Калинович, Володимир Ерденберґер, Євген Пеленський, Богдан Чехут, Осип Грицак, Роман Ерденберґер, Степан Новицький, Михайло Поточняк. Стоять зліва направо: Осип Тюшка, Н, Остап Каратницький, Степан Бандера, Юліан Гошовський, Ярослав Рак, Ярослав Падох, Роман Щуровський. Львів, «Академічний дім», 21 жовтня 1928 р.

Народився 14 грудня 1908 року в м. Бучачі (центр Бучацького повіту, Королівства Галичини і Володимирії, Австро-Угорщина, нині Тернопільська область, Україна).
Студіював право у Львівському і Краківському університетах (1927—1932 роки). У 1931 році закінчив юридичний факультет Ягайлонського університету в Кракові (Польща).
У 1930-ті pоки мав адвокатську практику в Галичині (Стрий, Львів, Краків). Одночасно працював як науковець. Докторант Львівського, а також Українського вільного університету (УВУ) в Празі. В УВУ отримав ступінь доктора права і працював приват-доцентом.
У 1945 році переїхав до Німеччини, у 1947—1949  роках — професор історії права УВУ (Мюнхен). Фахівець з українського права, історії західноєвропейського права.
З 1949 року у США. Стажувався в Університеті Сент-Джонса (штат Нью-Йорк). Студіював економіку в провідних університетах 1952—1953 роках, з 1953 по 1956 рік — в м. Брукліні (США).
Працював у Ратгерському (Ротжерському) університеті (шт. Нью-Джерсі). З 1960-х років жив у Вашингтоні та Нью-Йорку. Мав адвокатську практику.
Сфера наукових зацікавленостей: історія давнього українського судового та процесуального права.

## Основні праці
- «Ґрунтовий процес Гетьманщини XVII—XVIII ст.» (1938),
- «Міські суди на Україні після 1648 р.» (1948),
- «Давнє українське судове право. Конспект викладів» (1949, link),
- «Ідеї гуманності й демократизму в карнім праві княжої України» (1949),
- «Нарис історії українського карного права» (1951),
- «З минулого української адвокатури. Спроба історичного нарису» (1962),
- «Проблема підсудності» (1974),
- «Джерела процесового права» (1976),
- «Проблема приватноправового характеру процесу» (1977),
- «Предмет історії українського права в УВУ й його викладачі (1921—1981)» (1983),
- «Суди й судовий процес старої України» (1990),
- «Ґрунтове судочинство на Лівобережній Україні в другій половині XVII—XVIII столітті» (1994).

Автор низки історично-юридичних статей в «Енциклопедії українознавства».

## Громадська діяльність
Ярослав Падох — активний громадський діяч української діаспори у США. Був головою НТШ у США, президентом Світової ради НТШ, членом Товариства українських правників, дійсний член Українського історичного товариства (США). Член Українського конґресового комітету Америки, Пластової старшини у США (голова Головної пластової старшини у США, 1958—1960 роки). Головний секретар Українського народного союзу від 1958 року.